# Zygmunt Dunikowski
Zygmunt Dunikowski herbu Abdank (zm. w 1649 roku) – pisarz sanocki od 1625 roku.
Sędzia kapturowy ziemi sanockiej w 1632 roku.